# Operation Stackola
Operation Stackola è l'album d'esordio del gruppo hip hop statunitense Luniz. Pubblicato il 4 luglio 1995, l'album è distribuito dalle label Noo Trybe, Virgin e dalla EMI. L'album è lanciato dalla hit più famosa del gruppo, I Got 5 on It, che consente all'album di entrare nella top 20 della Billboard 200 e di raggiungere il vertice tra gli album R&B/Hip-Hop restandoci per due settimane.
Il 18 settembre del 1995 la RIAA lo certifica disco d'oro. Il 20 giugno 2000 l'album raggiunge il milione di unità vendute ed è certificato disco di platino nel mercato statunitense.
| Recensione   | Giudizio     |
| ------------ | ------------ |
| AllMusic     | [ 3 ]        |
| RapReviews   | [ 4 ]        |
| The Source   | [ 5 ]        |
| Melody Maker | Raccomandato |

## Tracce
1. Intro – 0:51 (musica: DJ Fuze)
2. Put the Lead On Ya (featuring Dru Down) – 5:25 (musica: Tone Capone)
3. I Got 5 on It (featuring Michale Marshall) – 4:13 (musica: Tone Capone)
4. Broke Hos – 4:11 (musica: Shock G)
5. Pimps, Playas & Hustlas (featuring Dru Down & Richie Rich) – 5:02 (musica: N.O. Joe)
6. Playa Hata (featuring Teddy) – 4:31 (musica: CMT, E-A-Ski)
7. Broke Niggaz (featuring Eclipse & Knucklehead) – 5:19 (musica: DJ Fuze)
8. Operation Stackola – 4:36 (musica: N.O. Joe)
9. 5150 (featuring Shock G) – 4:03 (musica: Shock G)
10. 900 Blame a Nigga – 4:18 (musica: DJ Fuze Co-prod. Garrick Husband, Shock G.)
11. Yellow Brick Road – 5:35 (musica: N.O. Joe)
12. So Much Drama (Featuring Nik Nack) – 5:14 (musica: Terry T)
13. She’s Just a Freak (featuring Knucklehead (non accreditato)) – 4:12 (musica: Gino Blackwell)
14. Plead Guilty – 4:23 (musica: DJ Daril)
15. I Got 5 on It (Reprise) – 5:08 (musica: Tone Capone)
16. Outro – 0:33

Durata totale: 67:34

## Classifiche

### Classifiche settimanali
| Classifica (1995)         | Posizione massima |
| ------------------------- | ----------------- |
| Stati Uniti               | 20                |
| US Top R&B/Hip-Hop Albums | 1                 |